# Jean-Antoine Tinseau
Jean-Antoine Tinseau, né à Besançon le 20 avril 1697 et mort à Nevers le 24 septembre 1782, est un prélat français  du XVIIIe siècle. 

## Biographie
Jean-Antoine Tinseau est fils d'Antoine-Alexandre Tinseau, conseiller au parlement de Franche-Comté, et d'Anne-Alexandrine Gilbert.
Il est docteur en théologie de l'université de Besançon et chanoine et vicaire général de l'archidiocèse de Besançon. En 1743 il devient abbé commendataire de Bitaine et en 1745 évêque de Belley. Il est transféré au diocèse de  Nevers en 1751.
En 1760, Tinseau fait construire un nouveau palais épiscopal et en 1762. Il remplace par des prêtres séculiers les jésuites  au collége et au séminaire. En 1782 l'évêque Tinseau obtient pour coadjuteur Pierre de Séguiran du Fuveau, vicaire général de Narbonne, mais il meurt la même année.

## Sources
- Honoré Jean P. Fisquet, La France pontificale, Métropole de Sens, Paris, 1864
- Gilles Banderier, « Documents inédits sur Monseigneur Tinseau, évêque de Nevers », Bulletin de la Société nivernaise des Lettres, Sciences et Arts, LXIII, 2017-2019, p. 21-36.